# دردار كستنائي الأوراق
دردار كستنائي الأوراق (الاسم العلمي: Ulmus castaneifolia) هو نوع نباتي يتبع جنس الدردار من فصيلة الدردارية.